# بوفالو سیتی (ویسکانسین)
بوفالو سیتی، ویسکانسین  (به انگلیسی: Buffalo City) شهری در شهرستان بوفالو ایالت ویسکانسین است که در سال ۱۸۵۹ بنیان‌گذاری شده‌است. این شهر طبق سرشماری سال ۲۰۱۰ میلادی ۱٬۰۲۳ نفر جمعیت داشته‌است.